# 第三十三国立銀行

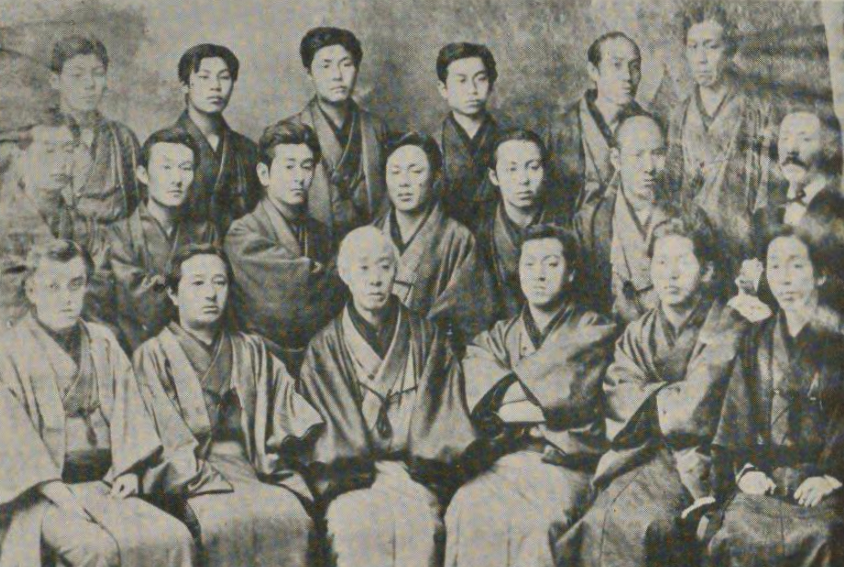
第三十三国立銀行幹部と社員たち。1883年。前列右から3人目が頭取の川村伝衛、その左に伝衛の父・川村迂叟（材木商、大嶹商舎創業者）。前列左端に三村清左衛門（材木商）

第三十三国立銀行（だいさんじゅうさんこくりつぎんこう）は、かつて存在した日本の国立銀行。本店所在地は、東京府新右衛門町（現・東京都中央区）。1878年（明治11年）1月19日に開業免状が下付され、同年2月1日に営業開始したが、生糸会社にほぼすべての資本を投下した結果、資本が焦げ付いて経営破綻に陥り、大蔵省に対して鎖店を申し出た結果、閉鎖命令を受けて1892年（明治25年）3月31日に営業停止した。同行の跡引受人として渋沢栄一、阿部泰蔵、末延道成が任命され、同行発行の紙幣については日本銀行券に交換請求できる期間が設けられた。1892年（明治25年）7月17日に鎖店し、1893年（明治26年）6月2日に処分が完了した。